# Mitomycine C
Les mitomycines sont une famille d'antibiotiques de structure homogène utilisés dans le traitement du cancer. La mitomycine C est issue de Streptomyces caespitosus (en) ; elle a été découverte en 1955 par des chercheurs japonais.